# Donovan
Donovan, egentligen Donovan Phillips Leitch, född 10 maj 1946 i Glasgow, Skottland, är en brittisk sångare, låtskrivare, gitarrist och munspelare.

## Biografi

### Tidig karriär
Donovan blev särskilt under sin tidiga karriär omnämnd som Storbritanniens svar på Bob Dylan, men något mer lekfull i sitt musikskapande. Donovan föddes i Glasgow men växte upp i närheten av Hatfield i Hertfordshire. Han gjorde sin första demoinspelning som 18-åring och kort därefter fick han skivkontrakt på Pye Records. 1965 släpptes hans debutsingel "Catch the Wind" vilken listnoterades i både USA och Storbritannien. Uppföljaren "Colours" kom 1965; den blev en större framgång och var hans första hitsingel i Sverige. Båda låtarna var akustiskt baserade och inspirerade av folkmusik.

### Det stora genombrottet
Donovan skrev kontrakt med det större bolaget Epic Records och slog igenom stort då han släppte "Sunshine Superman" 1966, en av de första låtarna i genren psykedelisk pop. Låten nådde andraplatsen i Storbritannien och förstaplatsen på Billboard Hot 100-listan i USA. Ett album med samma namn släpptes inom kort. "Mellow Yellow" släpptes några månader senare och blev en nästan lika stor hit. Fler hitlåtar följde. "There Is a Mountain", "Wear Your Love Like Heaven", "Jennifer Juniper", och "Hurdy Gurdy Man" är några av dem. 1967 reste Donovan inspirerad av The Beatles till Indien och tillbringade tid med Maharishi Mahesh Yogi. Efter det släppte han dubbelalbumet A Gift from a Flower to a Garden, som ofta ses som hans mästerverk. Inspirerad av vistelsen i Indien uppmanade han sina fans till meditation.

### Senare karriär
1969 kom albumet Barabajagal och det var hans senaste stora framgång. Här fanns "Atlantis", som först utgavs som b-sida till singeln "To Susan on the West Coast Waiting" som oväntat blev en stor hit, och titelspåret där Jeff Beck Group medverkade. Donovan fortsatte ge ut album under 1970-talet och en bit in på 1980-talet; dock blev de inte lika uppmärksammade som hans tidigare material. Han gav senast ut ett nytt album 2004. År 2005 publicerades hans självbiografi Donovan – The Hurdy Gurdy Man och han valdes in i Rock and Roll Hall of Fame år 2012.

### Filmkarriär
Donovans musik spelas ofta i filmer och TV-serier, exempelvis i Maffiabröder, Blues Brothers 2000, Knubbigt regn och Margot at the Wedding.
Donovan har även själv medverkat i filmer. År 1972 medverkade han i The Pied Piper som råttfångaren och sjöng tre melodier i filmen, däribland "Sailing Homeward". Han medverkade också i Sgt. Pepper's Lonely Hearts Club Band, en musikal vars soundtrack endast består av Beatles-låtar.

## Verk

### Diskografi
Album med US-beteckning släpptes särskilt för marknaden i USA
- What's Bin Did and What's Bin Hid (1965), debut
- Catch the Wind (1965), US debut
- Fairytale (1965)
- Sunshine Superman (1966, gavs ut 1967 i Storbritannien med ändrad låtlista, se artikeln)
- Mellow Yellow (1967), US
- Wear Your Love Like Heaven (1967), US *
- For Little Ones (1967), US *
- A Gift from a Flower to a Garden (1968)
- Donovan in Concert (1968)
- The Hurdy Gurdy Man (1968), US
- Barabajagal (1969)
- Open Road (1970)
- H.M.S. Donovan (1971)
- Cosmic Wheels (1973)
- Essence to Essence (1973)
- 7-Tease (1974) US, (1975) UK
- Slow Down World (1976)
- Neutronica (1980), släppt endast i Tyskland och Frankrike
- Love Is Only Feeling (1981)
- Lady of the Stars (1983)
- Sutras (1996)
- Beat Café (2004)
- Shadows of Blue (2013)
- Jump in the line (2019)

"*" Dessa två album är dubbel-LP:n A Gift from a Flower to a Garden, men skivbolaget i USA ville släppa det som två separata album, och så blev det där.

### Filmografi
- 1969 - Om det är tisdag - då måste detta vara Belgien
- 1972 - The Pied Piper
- 1978 - Sgt. Pepper's Lonely Hearts Club Band

### TV-program
- 1968 - Kuckeliku (prod. Torbjörn Axelman)
- 1973 - The John Denver Show